# デビッド・フォン・エリック
デビッド・フォン・エリック（David Von Erich、本名：David Alan Adkisson、1958年7月22日 -  1984年2月10日）は、アメリカ合衆国のプロレスラー。テキサス州ダラス出身。
「鉄の爪」フリッツ・フォン・エリックの息子（三男。レスラーのフォン・エリック兄弟としては次男）。兄弟の中では一番の長身であり、次期NWA世界ヘビー級王者の有力候補とされていた。

## 来歴
ハイスクールではバスケットボールのスタープレイヤーであり、アメリカンフットボールの選手でもあった。ノーステキサス大学に進学するも、レスラーになるために退学し、1977年にデビュー。父のフリッツ・フォン・エリックが主宰していた地元ダラスのWCCW（World Class Championship Wrestling）を主戦場に、オックス・ベーカー、ブル・ラモス、キラー・ブルックス、ビッグ・ジョン・スタッド、アイアン・シーク、キラー・カール・クラップ、エリック・ザ・レッド、レロイ・ブラウンなどのヒールと対戦してキャリアを積んだ。
1979年5月、兄のケビン・フォン・エリックと共に全日本プロレスに初来日。1981年の再来日では、5月23日に後楽園ホールにおいてケビンと組み、グレート小鹿&大熊元司の極道コンビからアジアタッグ王座を奪取。6月11日に同所で石川隆士&佐藤昭雄に敗れ短命王者に終わるも、極道コンビの長期政権に終止符を打った。
次期NWA世界ヘビー級王者の最有力候補とされ、ハーリー・レイスやリック・フレアーに何度となく挑戦。1981年12月26日にはフロリダにおいて元NWA世界王者のジャック・ブリスコから南部ヘビー級王座を奪取。1983年9月16日にはセントルイスのキール・オーディトリアムでフレアーを破り、NWA世界王座への登竜門であるミズーリ・ヘビー級王座を獲得した。
フロリダではヒールのポジションでも活動しており、ドリー・ファンク・ジュニアのパートナーとなって、ジャック&ジェリー・ブリスコ、マイク・グラハム、ミスター・レスリング2号、ブッチ・リード、スウィート・ブラウン・シュガー、そしてダスティ・ローデスとも抗争。1982年6月5日にはローデスとのテキサス・ブルロープ・マッチも行われた。
本拠地のWCCWではエース格として活躍し、フラッグシップ・タイトルのテキサス・ヘビー級王座には1978年から1983年にかけて、ブルーザー・ブロディ、ジノ・ヘルナンデス、ビル・アーウィン、ジム・ガービンらを下し通算8回に渡って戴冠している。

### 来日参戦中に急死
1984年2月9日、同月3日に奪取したばかりのUNヘビー級王座を携え来日。天龍源一郎の挑戦を受ける予定であったが、翌2月10日、宿泊先であった東京都港区の高輪東武ホテルの自室内で死亡しているところを発見された。25歳没。来日中の外国人プロレスラーが死去した事例は1972年2月1日、日本プロレスに参戦中に、宿泊先の名古屋市のホテルで急性心不全のため死去したルイス・ヘルナンデス（33歳没）以来の2例目の客死であった。

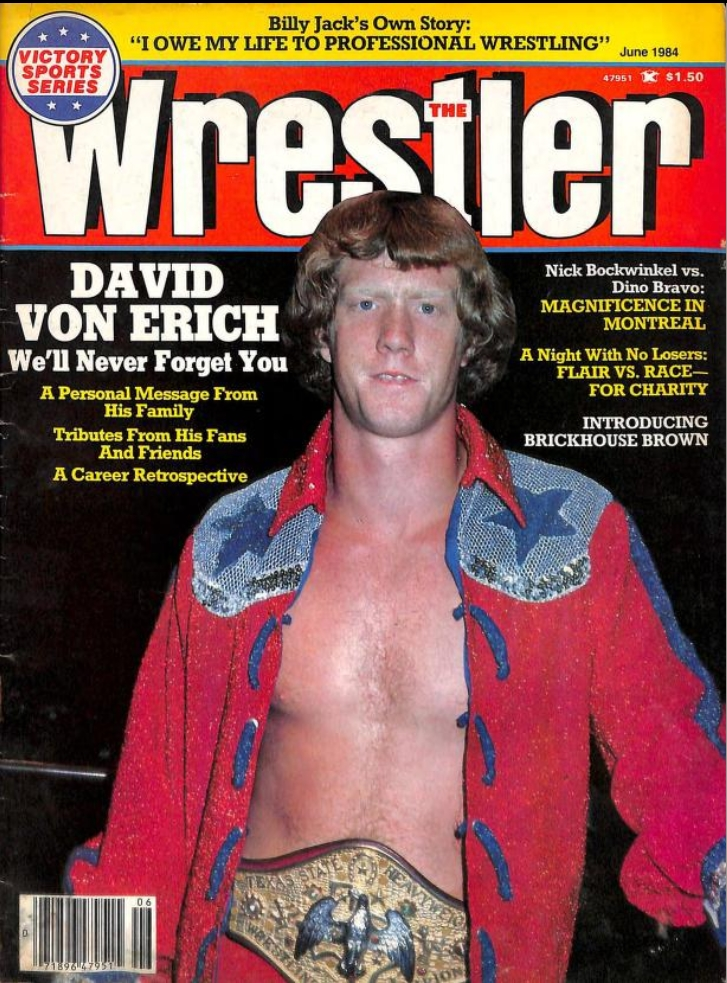
追悼記事が掲載された "The Wrestler" 1984年6月号

警視庁高輪警察署の検視によれば、死亡確認当日の14時頃まではルームサービスによって室内でいびきをかいて寝ていたデビッドの生存が確認されており、外国人選手の世話役であったジョー樋口がその日の夕方の会場出発時間になってもデビッドがロビーに姿を見せなかったため部屋に向かったが、デビッドは室内のベッドの上で仰向けになる形で死亡していたという。死因は諸説あったが、東京監察医務院での行政解剖の結果、直接的な死因は内臓疾患であり急性腸炎を発症した疑いがある所見が公表された。2日後の同月12日、東京都渋谷区の東京バプテスト教会で告別式が行われ、馬場ら全日本所属選手と来日外国人選手（ブロディ、チャボ・ゲレロ、アレックス・スミルノフ、スーパー・デストロイヤー1号、スーパー・デストロイヤー2号、ジェリー・モローなど）が参列して執り行われた。息子の急死に対し、父のフリッツから「全日本プロレスのオフィスならびに親愛ある日本のファンの皆さんに大変迷惑をかけてしまった。心からお詫びいたします」とのメッセージが送られている。
デビッドの死去によりUNヘビー級王座は空位となり、同月23日の蔵前国技館大会で王座決定戦が組まれ、天龍がリッキー・スティムボートに勝利して第25代UNヘビー級王者となった。
2009年4月4日、フォン・エリック・ファミリーとして父や兄弟たちと共にWWE殿堂に迎えられた。インダクターは1980年代前半にWCCWで抗争を繰り広げたファビュラス・フリーバーズのリーダーであり、UNヘビー級王座を奪取した相手でもあるマイケル・ヘイズが務めた。

## 幻のNWA世界ヘビー級王者
デビッドは1984年1月に次のNWA世界ヘビー級王者に推挙され、4月にリック・フレアーを破りベルトを巻くことが決定していたが、実際に王座を獲得する前に死去した。フレアーは自著『To Be The Man』の中で、デビッドがチャンピオンとなっていれば長期政権を築くことができたであろうと記述している。
同年5月6日、弟のケリー・フォン・エリックはテキサス・スタジアムで開催されたデビッドの追悼興行でフレアーを破り、NWA世界ヘビー級王座を獲得した。これは、デビッドが果たせなかったNWA世界王座獲得をケリーが代わりに果たすというストーリーのもと、存命であれば世界王者となるはずであったデビッドに捧げられたものであると考えられている。ケリーはその18日後、フレアーに王座を明け渡している。

## 得意技
- アイアンクロー
- ドロップキック
- ジャンピング・ニー・バット
- スリーパー・ホールド

## 獲得タイトル
NWAビッグタイム・レスリング / WCCW
- NWAテキサス・ヘビー級王座：8回[11]
- NWAテキサス・タッグ王座：3回（w / ケビン・フォン・エリック×2、タイガー・コンウェイ・ジュニア）[21]
- NWAアメリカン・タッグ王座：1回（w / ケビン・フォン・エリック）[22]
- NWA世界タッグ王座（テキサス版）：1回（w / ケビン・フォン・エリック）[23]
- NWA世界6人タッグ王座（テキサス版）：2回（w / ケビン&ケリー・フォン・エリック）[24]

セントルイス・レスリング・クラブ
- NWAミズーリ・ヘビー級王座：1回[8]

チャンピオンシップ・レスリング・フロム・フロリダ
- NWA北米タッグ王座（フロリダ版）：1回（w / ドリー・ファンク・ジュニア）[25]
- NWA南部ヘビー級王座（フロリダ版）：1回[7]
- NWAフロリダTV王座：1回[26]

全日本プロレス
- アジアタッグ王座：1回（w / ケビン・フォン・エリック）[4]
- UNヘビー級王座：1回[16]

## フォン・エリック・ファミリー
|                                                   |                                                   |                                                   |                                                   |                                                   |                                                   |                        |                        |                          |                          |                          |                          |                              |                              |                              |                              |                              |                              | フリッツ・フォン・エリック |                            |                            |                            |  |  |                            |                            |                            |                            |                            |                            |  |  |                          |                          |                          |                          |                          |                          |  |  |                          |                          |                          |                          |                          |                          |  |  |  |  |  |  |  |  |  |  |  |  |  |  |  |  |  |  |  |  |  |  |  |  |  |  |  |  |  |  |  |  |  |  |  |  |
|                                                   |                                                   |                                                   |                                                   |                                                   |                                                   |                        |                        |                          |                          |                          |                          |                              |                              |                              |                              |                              |                              |                            |                            |                            |                            |  |  |                            |                            |                            |                            |                            |                            |  |  |                          |                          |                          |                          |                          |                          |  |  |                          |                          |                          |                          |                          |                          |  |  |  |  |  |  |  |  |  |  |  |  |  |  |  |  |  |  |  |  |  |  |  |  |  |  |  |  |  |  |  |  |  |  |  |  |
|                                                   |                                                   |                                                   |                                                   |                                                   |                                                   |                        |                        |                          |                          |                          |                          |                              |                              |                              |                              |                              |                              |                            |                            |                            |                            |  |  |                            |                            |                            |                            |                            |                            |  |  |                          |                          |                          |                          |                          |                          |  |  |                          |                          |                          |                          |                          |                          |  |  |  |  |  |  |  |  |  |  |  |  |  |  |  |  |  |  |  |  |  |  |  |  |  |  |  |  |  |  |  |  |  |  |  |  |
| ジャック・アドキッソン・ジュニア （幼少期に死去） | ジャック・アドキッソン・ジュニア （幼少期に死去） | ジャック・アドキッソン・ジュニア （幼少期に死去） | ジャック・アドキッソン・ジュニア （幼少期に死去） | ジャック・アドキッソン・ジュニア （幼少期に死去） | ジャック・アドキッソン・ジュニア （幼少期に死去） |                        |                        | ケビン・フォン・エリック | ケビン・フォン・エリック | ケビン・フォン・エリック | ケビン・フォン・エリック | ケビン・フォン・エリック     | ケビン・フォン・エリック     |                              |                              | デビッド・フォン・エリック   | デビッド・フォン・エリック   | デビッド・フォン・エリック | デビッド・フォン・エリック | デビッド・フォン・エリック | デビッド・フォン・エリック |  |  | ケリー・フォン・エリック   | ケリー・フォン・エリック   | ケリー・フォン・エリック   | ケリー・フォン・エリック   | ケリー・フォン・エリック   | ケリー・フォン・エリック   |  |  | マイク・フォン・エリック | マイク・フォン・エリック | マイク・フォン・エリック | マイク・フォン・エリック | マイク・フォン・エリック | マイク・フォン・エリック |  |  | クリス・フォン・エリック | クリス・フォン・エリック | クリス・フォン・エリック | クリス・フォン・エリック | クリス・フォン・エリック | クリス・フォン・エリック |  |  |  |  |  |  |  |  |  |  |  |  |  |  |  |  |  |  |  |  |  |  |  |  |  |  |  |  |  |  |  |  |  |  |  |  |
| ジャック・アドキッソン・ジュニア （幼少期に死去） | ジャック・アドキッソン・ジュニア （幼少期に死去） | ジャック・アドキッソン・ジュニア （幼少期に死去） | ジャック・アドキッソン・ジュニア （幼少期に死去） | ジャック・アドキッソン・ジュニア （幼少期に死去） | ジャック・アドキッソン・ジュニア （幼少期に死去） |                        |                        | ケビン・フォン・エリック | ケビン・フォン・エリック | ケビン・フォン・エリック | ケビン・フォン・エリック | ケビン・フォン・エリック     | ケビン・フォン・エリック     |                              |                              | デビッド・フォン・エリック   | デビッド・フォン・エリック   | デビッド・フォン・エリック | デビッド・フォン・エリック | デビッド・フォン・エリック | デビッド・フォン・エリック |  |  | ケリー・フォン・エリック   | ケリー・フォン・エリック   | ケリー・フォン・エリック   | ケリー・フォン・エリック   | ケリー・フォン・エリック   | ケリー・フォン・エリック   |  |  | マイク・フォン・エリック | マイク・フォン・エリック | マイク・フォン・エリック | マイク・フォン・エリック | マイク・フォン・エリック | マイク・フォン・エリック |  |  | クリス・フォン・エリック | クリス・フォン・エリック | クリス・フォン・エリック | クリス・フォン・エリック | クリス・フォン・エリック | クリス・フォン・エリック |  |  |  |  |  |  |  |  |  |  |  |  |  |  |  |  |  |  |  |  |  |  |  |  |  |  |  |  |  |  |  |  |  |  |  |  |
|                                                   |                                                   |                                                   |                                                   |                                                   |                                                   |                        |                        |                          |                          |                          |                          |                              |                              |                              |                              |                              |                              |                            |                            |                            |                            |  |  |                            |                            |                            |                            |                            |                            |  |  |                          |                          |                          |                          |                          |                          |  |  |                          |                          |                          |                          |                          |                          |  |  |  |  |  |  |  |  |  |  |  |  |  |  |  |  |  |  |  |  |  |  |  |  |  |  |  |  |  |  |  |  |  |  |  |  |
|                                                   |                                                   |                                                   |                                                   | ロス・フォン・エリック                            | ロス・フォン・エリック                            | ロス・フォン・エリック | ロス・フォン・エリック | ロス・フォン・エリック   | ロス・フォン・エリック   |                          |                          | マーシャル・フォン・エリック | マーシャル・フォン・エリック | マーシャル・フォン・エリック | マーシャル・フォン・エリック | マーシャル・フォン・エリック | マーシャル・フォン・エリック |                            |                            |                            |                            |  |  | レイシー・フォン・エリック | レイシー・フォン・エリック | レイシー・フォン・エリック | レイシー・フォン・エリック | レイシー・フォン・エリック | レイシー・フォン・エリック |  |  |                          |                          |                          |                          |                          |                          |  |  |                          |                          |                          |                          |                          |                          |  |  |  |  |  |  |  |  |  |  |  |  |  |  |  |  |  |  |  |  |  |  |  |  |  |  |  |  |  |  |  |  |  |  |  |  |